# Leopold Wajgiel

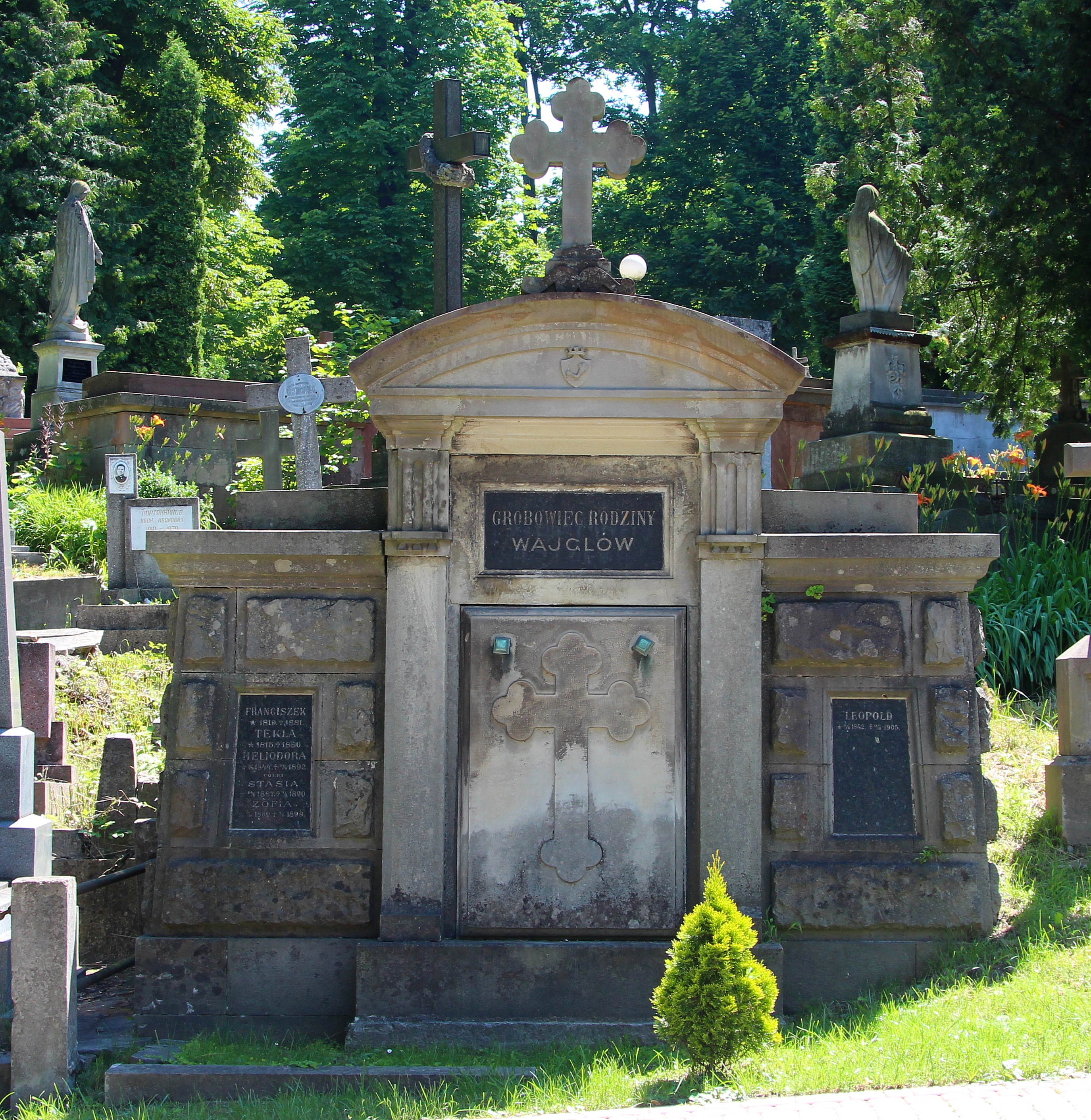
Grób Wajgiela, cmentarz Łyczakowski

Leopold Wajgiel (też: Waigel, Wajgel, Wajgl i Weigel; ur. 8 listopada 1842 r. w Przemyślu, zm. 11 listopada 1906 r. we Lwowie) – polski pedagog, profesor gimnazjalny, arachnolog, działacz społeczny i turystyczny, publicysta, działający w ówczesnej Galicji.

## Życiorys
Studia uniwersyteckie odbył we Lwowie i Wiedniu. Pracował jako profesor gimnazjalny, w latach 1872-1887 w Kołomyi, a następnie we Lwowie. Około 1870 r. poślubił Heliodorę Nowogrodzką, z którą miał syna Eugeniusza (1873-1944), lekarza i weterynarza, profesora Uniwersytetu Warszawskiego, oraz córkę Kazimierę Heliodorę zamężną z Edwardem Zontakiem - synem lwowskiego przyrodnika Władysława Zontaka.

## Działalność naukowa i popularnonaukowa
Był z zamiłowania zoologiem – zajmował się głównie arachnologią. Badaniami objął całą ówczesną Galicję. W oparciu o okazy dostarczone przez Władysława Kulczyńskiego opracował jedne z pierwszych wykazów pajęczaków tatrzańskich (m.in. pająków i kosarzy): Spis pająków („Sprawozdania Komisji Fizjograficznej” 1867, 1868), Pajęczaki galicyjskie (Arachnoidea Halicjae) (Kołomyja 1874). Całość fauny galicyjskiej (w tym i tatrzańskiej) omówił w dziele pt. Grundzüge der zoogeographischen Verhältnisse Galiziens (Lemberg 1895). Był także autorem artykułu O faunie grobów ludzkich (1889).
Poza tym drukował szereg artykułów naukowych i popularnonaukowych na różne tematy przyrodnicze (m.in. w czasopiśmie „Przyrodnik”, którego był współwydawcą w latach 1871-1872) oraz geograficzne i etnograficzne (m.in. w „Pamiętniku Towarzystwa Tatrzańskiego” i w wydawanym przez siebie „Turyście”, p. niżej). Dominowały w nich tematy dotyczące Czarnohory i Tatr. W 1877 r. opublikował Rys miasta Kołomyi, w którym oprócz historii samego miasta przedstawił dzieje Pokucia oraz szereg informacji geograficznych i etnograficznych dot. Huculszczyzny.

## Działalność turystyczna i społeczna
Był aktywnym turystą górskim, członkiem Towarzystwa Tatrzańskiego. W czasie pobytu w Kołomyi był jednym z założycieli (w 1878) i najaktywniejszych działaczy Kołomyjskiego Oddziału tego towarzystwa, a w latach 1878-1887 jego wiceprezesem. Już w 1880 r. wyznakował za pomocą wykonanych własnym sumptem drogowskazów szlak wiodący z Żabiego przez Krasny Łuh na Howerlę. Był to pierwszy przypadek wyznakowania szlaku turystycznego w dziejach polskiej turystyki. W tym samym 1880 r. działał przy organizacji w Kołomyi wielkiej wystawy etnograficznej, prezentującej dorobek kulturowy Pokucia. W 1883 r. wydawał w tym mieście dla Oddziału Czarnohorskiego Towarzystwa Tatrzańskiego czasopismo „Turysta” (p. wyżej). Był autorem turystycznego Przewodnika na Czarnohorę i w góry Pokuckie z mapą (Lwów 1885). W 1895 r. został skreślony z listy członków Kołomyjskiego Oddziału TT za niepłacenie składek.
Został jednym z pierwszych członków Komisji Fizjograficznej Akademii Umiejętności. Był obywatelem honorowym miasta Kołomyja.